# Oberea affinis
Oberea affinis là một loài bọ cánh cứng trong họ Cerambycidae.